# Mia Radotić
Mia Radotić, née le 2 décembre 1984 dans le Comitat de Međimurje, est une coureuse cycliste croate. Sprinteuse, elle est notamment championne nationale sur route en 2012, 2014 et 2015, ainsi que du contre-la-montre en 2012, 2013, 2014, 2015, 2019 et 2020. Elle est la sœur de Bruno Radotić.

## Biographie

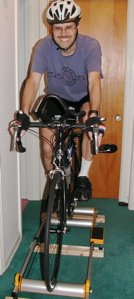
Rouleau (photo), tel que celui sur lequel Mia Radotić apprend à faire du vélo dans sa jeunesse

Elle est née dans une famille cycliste originaire de Zagreb : son grand-père George Radotic a commencé sa pratique dans les années 1950, son père Zvonimir, son oncle Boris et surtout son frère Bruno sont dans le sport. Elle apprend ainsi à rouler sur rouleaux à l'âge où d'autres enlèvent les petites roues. Elle s'essaie cependant vers d'autres sports dans sa jeunesse : le tennis, la gymnastique, le handball... Sa famille déménage de Zagreb pour s'installer à Čakovec, où elle tient un magasin de vélos.
Elle fréquente le lycée de Čakovec. Elle étudie ensuite la biochimie à Zagreb. Elle joue au basket à partir de l'âge de 10 ans. Elle s'y consacre par la suite au basketball et fait notamment partie du WBC Vindi Varaždin en deuxième division croate.
Ce n'est que durant l'été 2008, qu'elle commence le cyclisme. Elle participe aux championnats nationaux sur piste et termine troisième dans deux discipline. Elle rejoint le club du BK Dubrava. En 2011, elle court au BK Tenna Kaizen, puis en 2012 et 2013 au BD Sloga Varaždin. Elle pratique le VTT pendant la pause hivernale.
De 2014 à 2019, elle est professionnelle au sein de l'équipe BTC City Ljubljana. En tant que sprinteuse du groupe, elle joue le rôle d'équipière quand la route s'élève mais est protégée sur les étapes plates. Son seul podium est une troisième place d'étape au Tour de l'île de Zhoushan 2017. Elle termine à plusieurs reprises dans le top 10, notamment quatrième d'une étape de la Route de France et cinquième du Tour du Guangxi 2017.
Après la fusion de son équipe avec Alé Cipollini, Radotić n'est pas conservée et rejoint l'équipe professionnelle Cogeas-Mettler en 2020. Cependant, en raison de la pandémie de COVID-19, elle participe à peu de courses. Après la saison 2020, elle prend sa retraite du cyclisme international, ne participant qu'à des courses nationales.

## Palmarès sur route

### Par années
- 2009
  -  Championne de Croatie du contre-la-montre
  - 2e du championnat de Croatie sur route
- 2010
  - 2e du championnat de Croatie sur route
- 2011
  -  Championne de Croatie sur route
  -  Championne de Croatie du contre-la-montre
- 2012
  -  Championne de Croatie sur route
  -  Championne de Croatie du contre-la-montre
- 2013
  -  Championne de Croatie du contre-la-montre
  - 2e du championnat de Croatie sur route
- 2014
  -  Championne de Croatie sur route
  -  Championne de Croatie du contre-la-montre
- 2015
  -  Championne de Croatie sur route
  -  Championne de Croatie du contre-la-montre
- 2016
  -  Championne de Croatie sur route
  -  Championne de Croatie du contre-la-montre
- 2017
  -  Championne de Croatie sur route
  -  Championne de Croatie du contre-la-montre
- 2018
  -  Championne de Croatie sur route
  -  Championne de Croatie du contre-la-montre
- 2019
  -  Championne de Croatie du contre-la-montre
  - 2e du championnat de Croatie sur route
- 2020
  -  Championne de Croatie du contre-la-montre
  - 2e du championnat de Croatie sur route
- 2021
  -  Championne de Croatie du contre-la-montre
  - 2e du championnat de Croatie sur route
- 2022
  -  Championne de Croatie du contre-la-montre
  - 2e du championnat de Croatie sur route

### Classements mondiaux
| Année                                 | 2009 | 2010 | 2011 | 2012 | 2013 | 2014 | 2015 | 2016 | 2017 | 2018 | 2019 | 2020 | 2021 | 2022 | 2023 |
| ------------------------------------- | ---- | ---- | ---- | ---- | ---- | ---- | ---- | ---- | ---- | ---- | ---- | ---- | ---- | ---- | ---- |
| Classement UCI                        | 209e | nc   | 161e | 204e | 222e | 185e | 197e | 98e  | 95e  | 200e | 219e | 107e | 350e | 454e | 548e |
| UCI World Tour                        |      |      |      |      |      |      |      | 71e  | 81e  | nc   | 148e | nc   | nc   | nc   | nc   |
|                                       |      |      |      |      |      |      |      |      |      |      |      |      |      |      |      |
| Légende : nc = non classéSource : UCI |      |      |      |      |      |      |      |      |      |      |      |      |      |      |      |

## Palmarès en cyclo-cross
- 2011
  - 2e du championnat de Croatie de cyclo-cross
- 2012
  -  Championne de Croatie de cyclo-cross
- 2013
  - 2e du championnat de Croatie de cyclo-cross
- 2014
  -  Championne de Croatie de cyclo-cross
- 2019
  -  Championne de Croatie de cyclo-cross
- 2020
  - 2e du championnat de Croatie de cyclo-cross